# Пекинская фондовая биржа
Пекинская фондовая биржа (Beijing Stock Exchange) — третья крупнейшая торговая площадка континентального Китая. Основана в 2021 году.
Биржа ориентирована на инновационные и быстрорастущие малые и средние компании (не более 500 сотрудников). Процедура размещения акций на этой бирже значительно проще, чем на Шанхайской и Шэньчжэньской биржах, а требования регуляторных органов ниже.

## История
В 2012 году в Пекине была создана внебиржевая площадка для торговли акциями National Equities Exchange And Quotations (NEEQ), неофициально называвшейся New Third Board (新三板, «Новый третий совет»). На ней велись торги акциями компаний, не соответствовавших требованиям двух основных бирж КНР, Шанхайской и Шэньчжэньской. В сентябре 2021 года было объявлено о реорганизации площадки в полноценную фондовую биржу. К этому времени на площадке торговались акции почти 10 тысяч компаний, её рыночная капитализация составляла 2 трлн юаней (300 млрд долларов). Биржа была зарегистрирована 3 сентября 2021 года как общество с ограниченной ответственностью с уставным капиталом 1 млрд юаней.
15 ноября 2021 года на Пекинской фондовой бирже начались торги. Первоначально на биржу были переведены только 71 наиболее успешная компания, а также было проведено первичное размещение акций ещё 10 компаний. В сентябре 2022 года На Пекинской фондовой бирже появится первый базовый индекс, включающий в себя 50 компаний.

## Деятельность

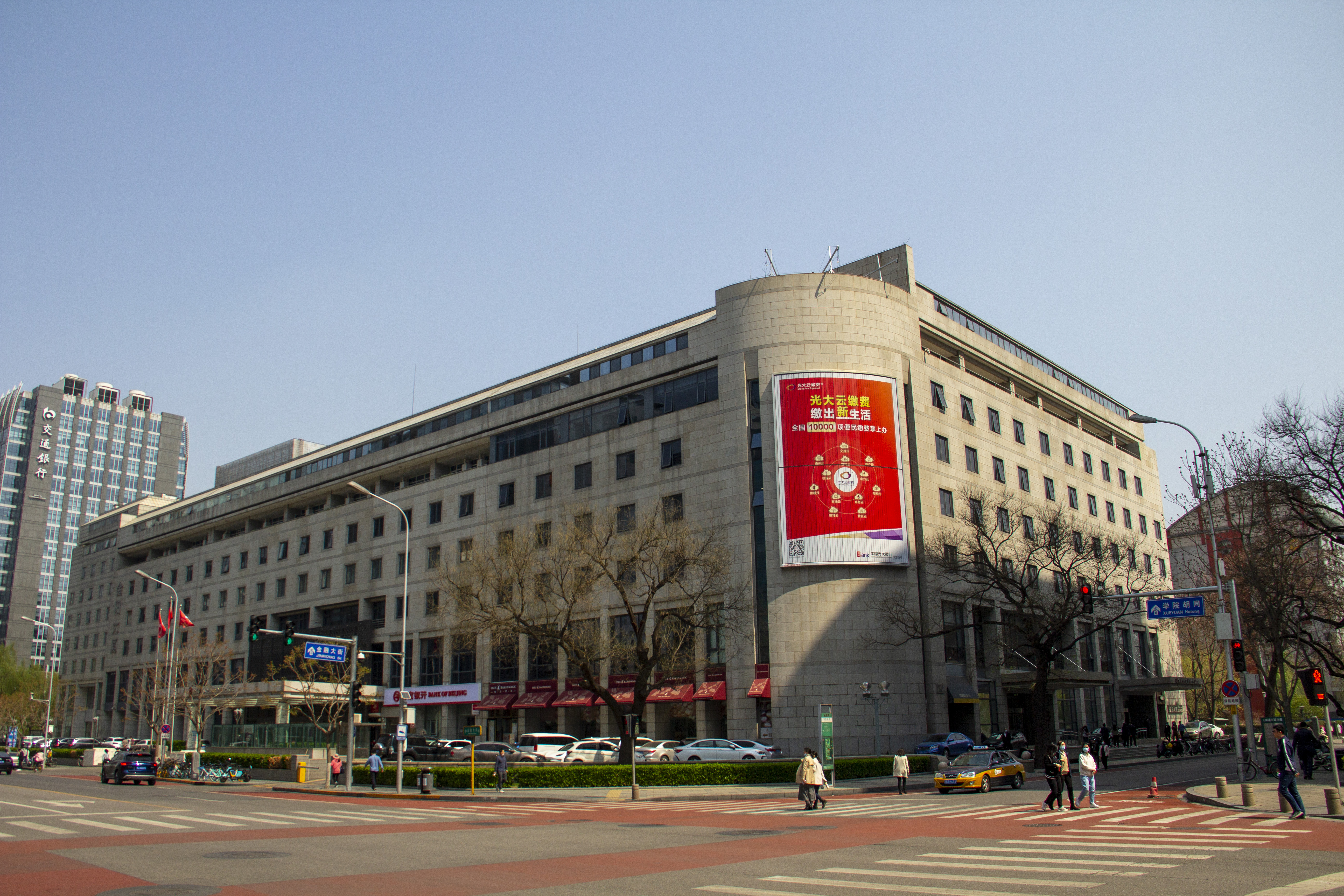
Здание биржи

По состоянию на 1 июля 2022 года на площадке NEEQ (National Equities Exchange and Quotation) котировались акции в общей сложности 6729 компаний. За период с 27 июня по 1 июля 2022 года недельный объём сделок на NEEQ впервые превысил 2 млрд юаней (299,1 млн долл. США). 
По состоянию на сентябрь 2022 года, на Пекинской фондовой бирже котировались акции 110 компаний с общей рыночной стоимостью 200 млрд юаней (около 29 млрд долл. США). Среди указанных предприятий 77 % составили малые и средние предприятия, а 90 % — частные компании. Во время IPO (первичное публичное размещение акций) на Пекинской фондовой бирже компаниям удалось привлечь более 23,5 млрд юаней.